# Moi-même-Moitié

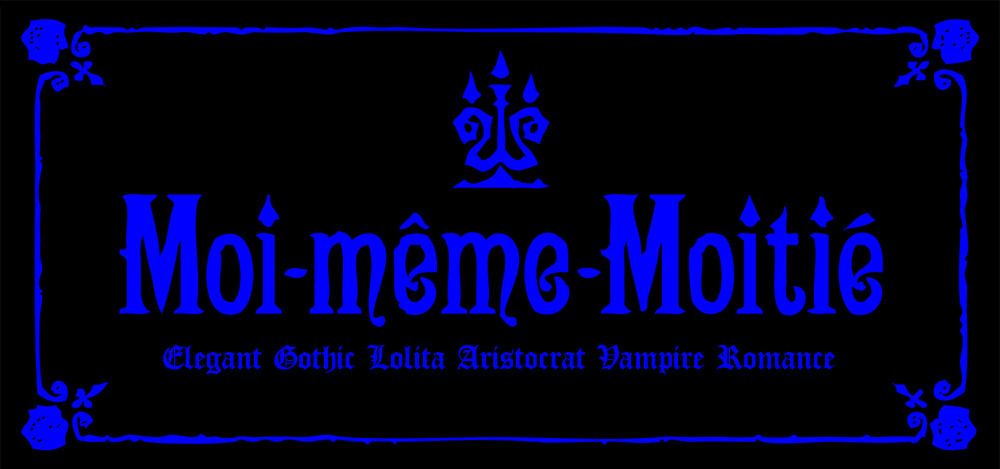
Moi-même-Moitié Logo

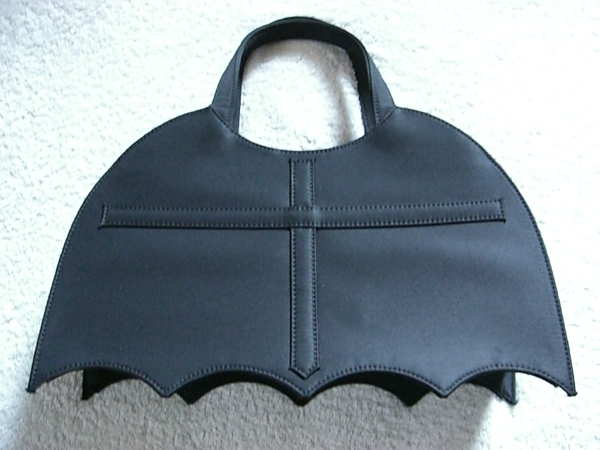
Moi-même-Moitié vleermuis handtas

Moi-même-Moitié is het gothic lolita modemerk van Visual Kei muzikant Mana. Moi-même-Moitié werd opgericht in 1999. De stijl van het merk wordt Elegant Gothic Lolita genoemd. Het mengt de onschuld en schattigheid van de lolita modestijl met de gothic modestijl.
De naam van het label is een samenstelling van het Franse "moi-même" (mezelf) en "moitié" (half). De uitdrukking "moi-même-moitié" bestaat echter niet in het Frans.
Moi-même-Moitié's kleding wordt gekarakteriseerd door het gebruik van materialen die speciaal ontworpen werden voor het merk. Het logo van het merk, een kandelaar, wordt veel gebruikt als designmotief. Het komt bijvoorbeeld voor op knopen, kant en juwelen. Andere veelgebruikte motieven zijn kruisen, rozen met doorns, gotische architectuur en vleermuisvleugels. De designs hanteren doorgaans de kleuren zwart, wit, grijs en donkerblauw. Rood en goud worden af en toe ook gebruikt.
Het merk heeft winkels in Tokio en Hiroshima. Sinds oktober 2017 is het in bezit van het bedrijf TANAQRO.